# Habjan
Habjan je priimek v Sloveniji, ki ga je po podatkih Statističnega urada Republike Slovenije na dan 1. januarja 2010 uporabljalo 768 oseb.

## Znani nosilci priimka
- Ana Monika Habjan, prevajalka in pevka
- Anton Habjan, operni pevec basist
- Irena Mušič Habjan (*1967), gorska reševalka
- Ivan Habjan (1928–-2021), gozdarski stokovnjak
- Janez Habjan (?—2008), narodnozabavni pevec basist
- Jernej Habjan (*1979), literarni komparativist in sociolog kulture
- Jožica Habjan (*1959), zgodovinarka, arhivistka, bibliotekarka
- Maja Šuštar Habjan (*1979), ledna plezalka
- Miha Habjan (*1977), alpinist, inštruktor
- Vlado Habjan (1919—2003), pisatelj, publicist in zgodovinar
- Vladimir Habjan (*1957), planinski pisec , fotograf, urednik